# Trondia anderseni
Trondia anderseni är en tvåvingeart som beskrevs av Leonard Charles Ferrington, Jr. och Ole Anton Saether 2006. Trondia anderseni ingår i släktet Trondia och familjen fjädermyggor. Inga underarter finns listade i Catalogue of Life.